# هزینه به ازای هر هزار نفر
هزینه به ازای هر هزار نفر، (به انگلیسی: cost-per-thousand) روش ساده و گسترده برای مقایسهٔ تأثیر هزینهٔ تبلیغات، تبلیغات محیطی و آنلاین دو یا چند رسانه گروهی مانند رادیو، تلویزیون، روزنامه و مجله است، که در آن ۱۰۰۰ نفر یا خانوار به عنوان وسیلهٔ رسانه‌ای، مورد استفاده قرار می‌گیرند.
روش آمارگیری هزینه به ازای هر هزار نفر اغلب برای مقایسه کارایی نسبی فرصت‌های تبلیغاتی مختلف در رسانه‌ها و در ارزیابی هزینه‌های کلی کمپین‌های تبلیغاتی مفید می‌باشد.